# 2274 Ehrsson
A 2274 Ehrsson (ideiglenes jelöléssel 1976 EA) a Naprendszer kisbolygóövében található aszteroida. Claes-Ingvar Lagerkvist fedezte fel 1976. március 2-án.